# Physics and Chemistry of Liquids
Physics and Chemistry of Liquids (укр. Фізика і хімія рідин) — рецензований науковий журнал, який публікує експериментальні та теоретичні дослідницькі статті, присвячені науці про рідкий стан. Журнал публікує видавництво Taylor & Francis, перший номер вийшов у 1968 році.
Головні редактори — Н. Х. Марч і Г. Г. Н. Ангілелла. Відповідно до Journal Citation Reports, журнал має імпакт-фактор 0,603 за 2011 рік. На 2021 рік імпакт-фактор журналу становить 1,838. 
Публікації журнал охоплюють всі типи рідин, від одноатомних рідин та їх сумішей до заряджених рідини та молекулярних рідин.

## Реферування та індексування
Physics and Chemistry of Liquids реферується та індексується в наступних базах даних:
- GEOBASE
- Chemical Abstracts Service - CASSI
- PubMed - MEDLINE
- Science Citation Index - Web of Science
- Scopus